# Jian dui
Le jian dui (煎堆) est un type de pâtisserie chinoise frite, constituée de farine de riz gluant recouverte de graines de sésame. L'extérieur est croustillant, l'intérieur ferme et légèrement collant. Le gonflement de la pâte au cours de la cuisson crée un volume creux occupé généralement par une farce à base de pâte de lotus (蓮蓉), de pâte de haricots noirs (hei dousha, 黑豆沙), de  pâte de haricots rouges (hong dousha, 紅豆沙) ou de pâte de sésame noir.
En fonction de la région et de la zone culturelle, les jian dui sont aussi connus sous le nom de matuan (麻糰) en Chine du Nord, ma yuan (麻圆) en Chine du Nord-Est, et zhen dai (珍袋) à Hainan. Dans les restaurants chinois nord-américains et les pâtisseries, ils sont appelés sesame seed balls. On les désigne aussi parfois par le nom de zhimaqiu (芝麻球, littéralement « boule de sésame »).

## Origine
Les jian dui tirent leur origine d'un mets du palais de Chang'an à l'époque de la dynastie Tang, appelé lüdui (碌堆), évoqué à la même période dans un poème de Wang Fanzhi. Les jian dui ont été apportés dans les régions du sud par les migrations depuis la Chine centrale et ont ainsi intégré la cuisine de Chine du sud.

## Variations régionales

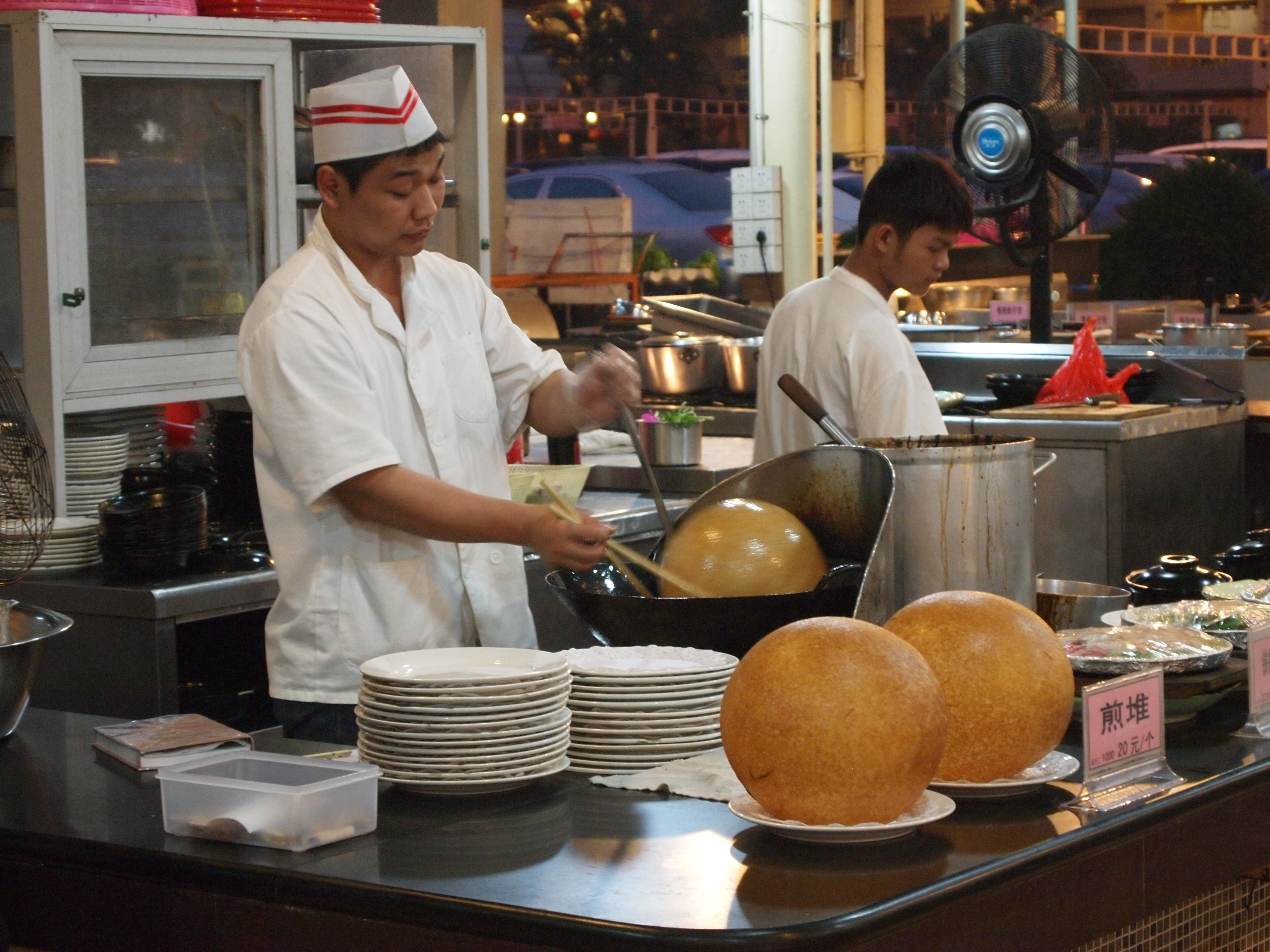
Les jian dui peuvent atteindre une grande taille au cours de la friture.

### En Chine

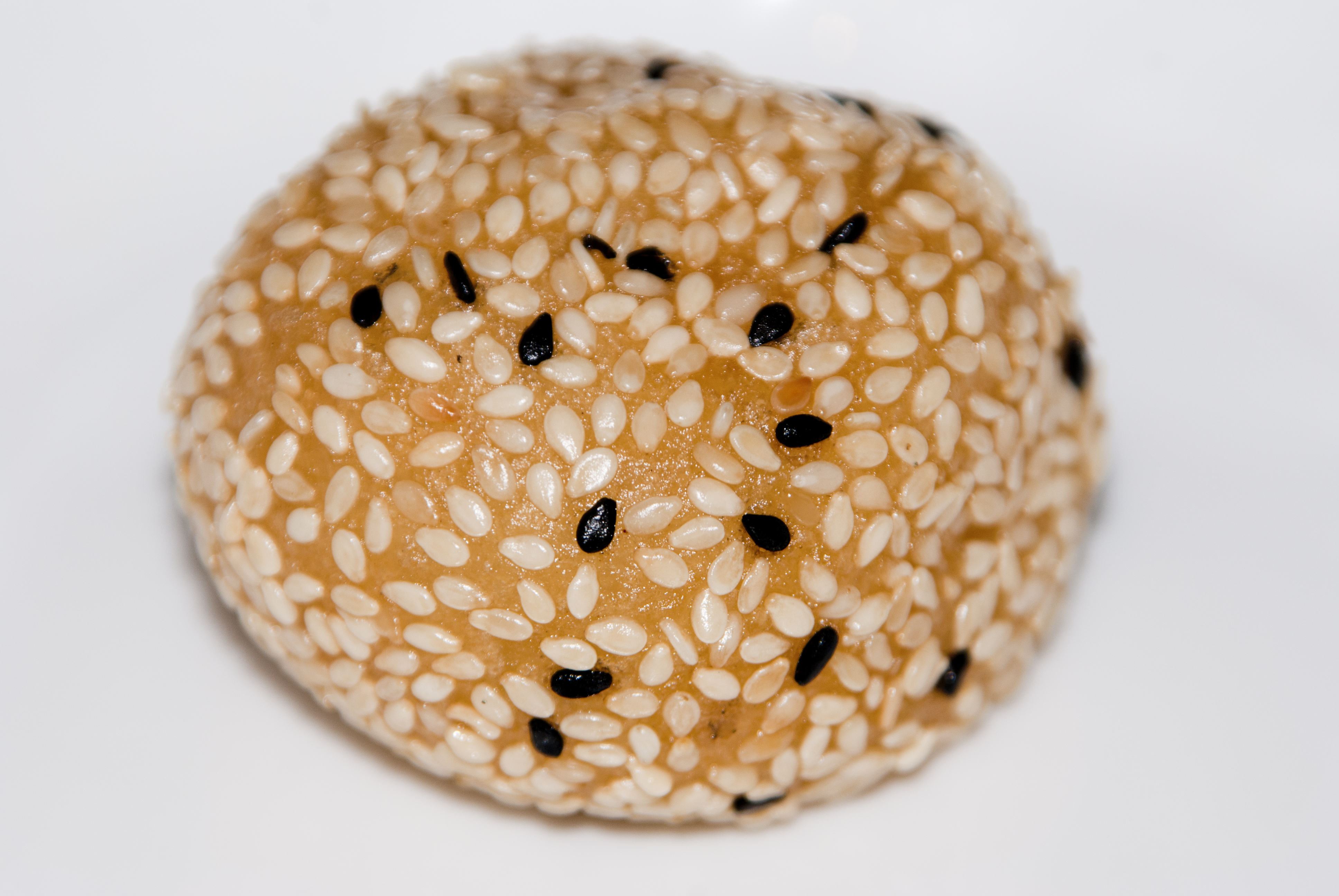
Jian dui avec sésame noir et blanc.

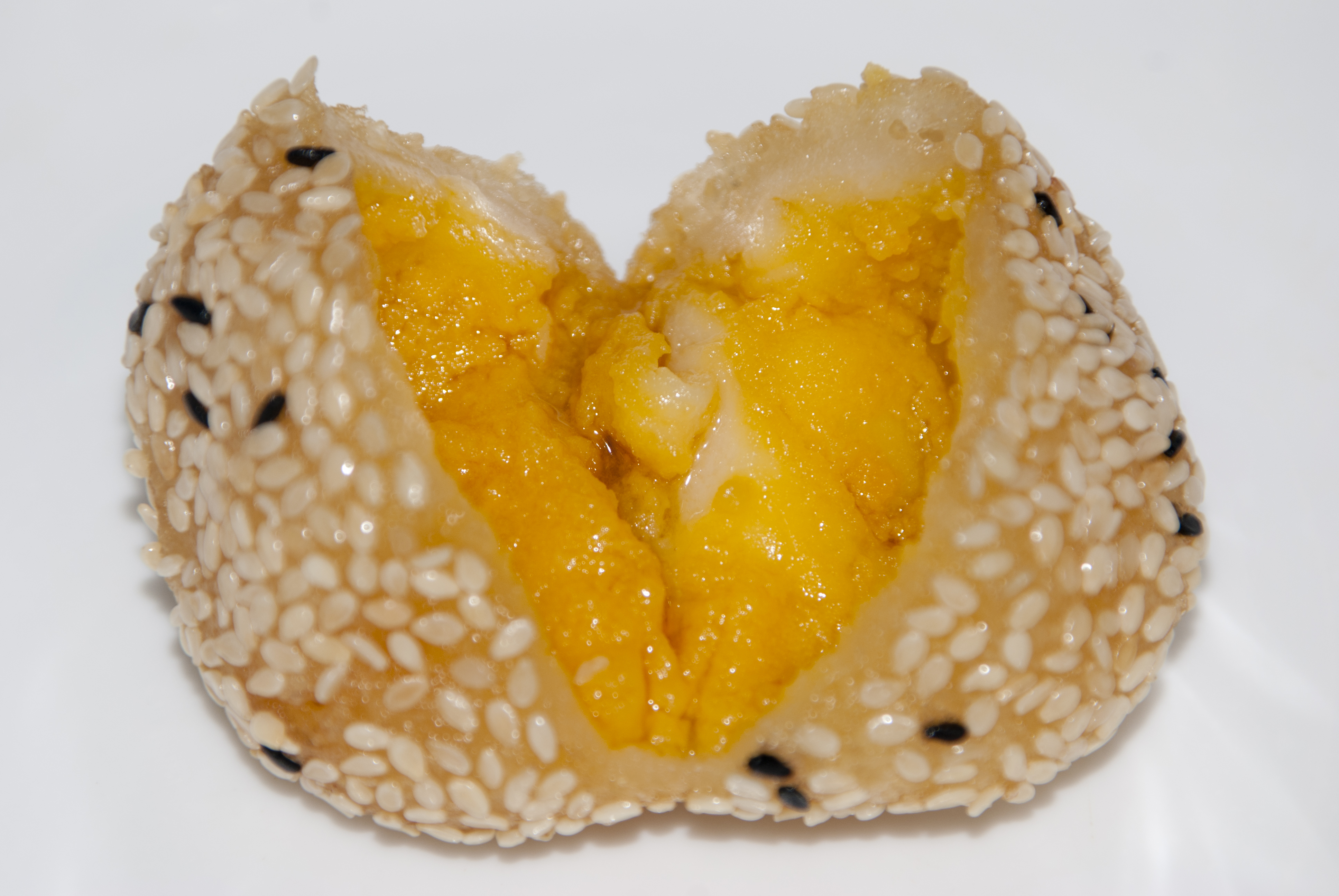
Jian dui ouvert révélant sa farce.

À Hong Kong, il est une des pâtisseries les plus classiques. On peut aussi le trouver dans la plupart des pâtisseries des Chinatown à l'étranger.

### En Inde et au Sri Lanka

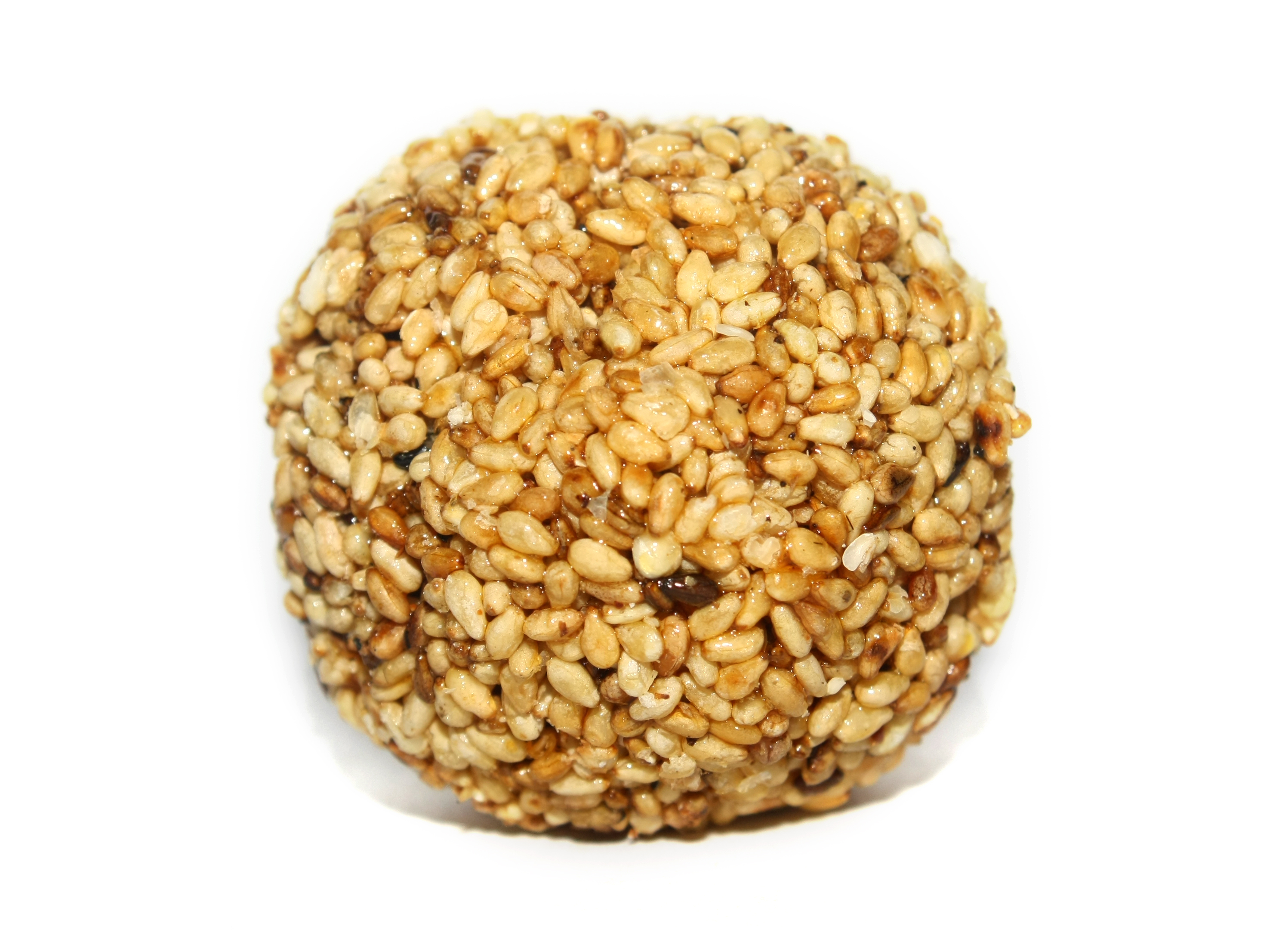
Ellurundai, boule de sésame au Sri Lanka.

Au Tamil Nadu et dans le nord-est du Sri Lanka, il est appelé ellu urundai ou ellurundai (எள்ளுருண்டை), le terme local pour boule de sésame. Il existe en différentes tailles et couleurs. Il est généralement farci avec des graines de sésame, du jaggery ou du sirop de sucre et de glucose.

### En Indonésie

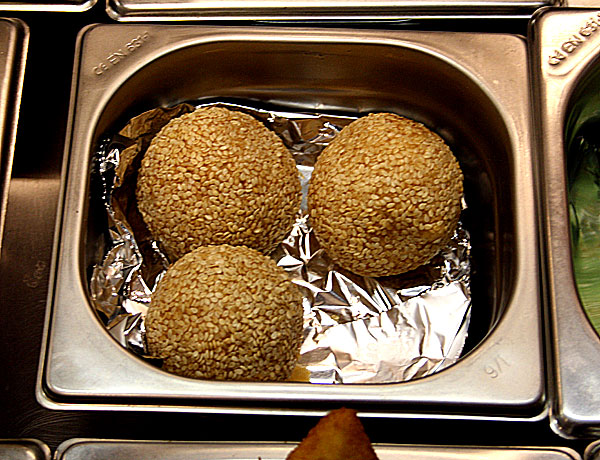
Onde-onde indonésien dans une boutique indonésienne à Amsterdam, aux Pays-Bas.

Dans la cuisine indonésienne, il est appelé onde-onde, et est farci avec une pâte sucrée de haricots mungo. Cette pâtisserie est aussi populaire et facile à trouver dans les magasins vietnamiens et indonésiens aux Pays-Bas. Les klepon sont un mets similaire, constitué de boules de farine de riz gluant remplies de sucre de palme.

### Au Japon
Au Japon, il est appelé goma dango (ごま団子, dango au sésame). On le vend souvent aux foires de rue dans les quartiers chinois et dans divers restaurants.

### En Malaisie
Il est appelé kuih bom et est généralement farci de noix de coco rapée sucrée ou de noix. Occasionnellement, il est farci de pâte de haricots rouges.
Dans l'état de Sabah, où la communauté d'origine chinoise parle principalement le hakka, les jian dui sont davantage connus sous le nom de you chi.

### Aux Philippines

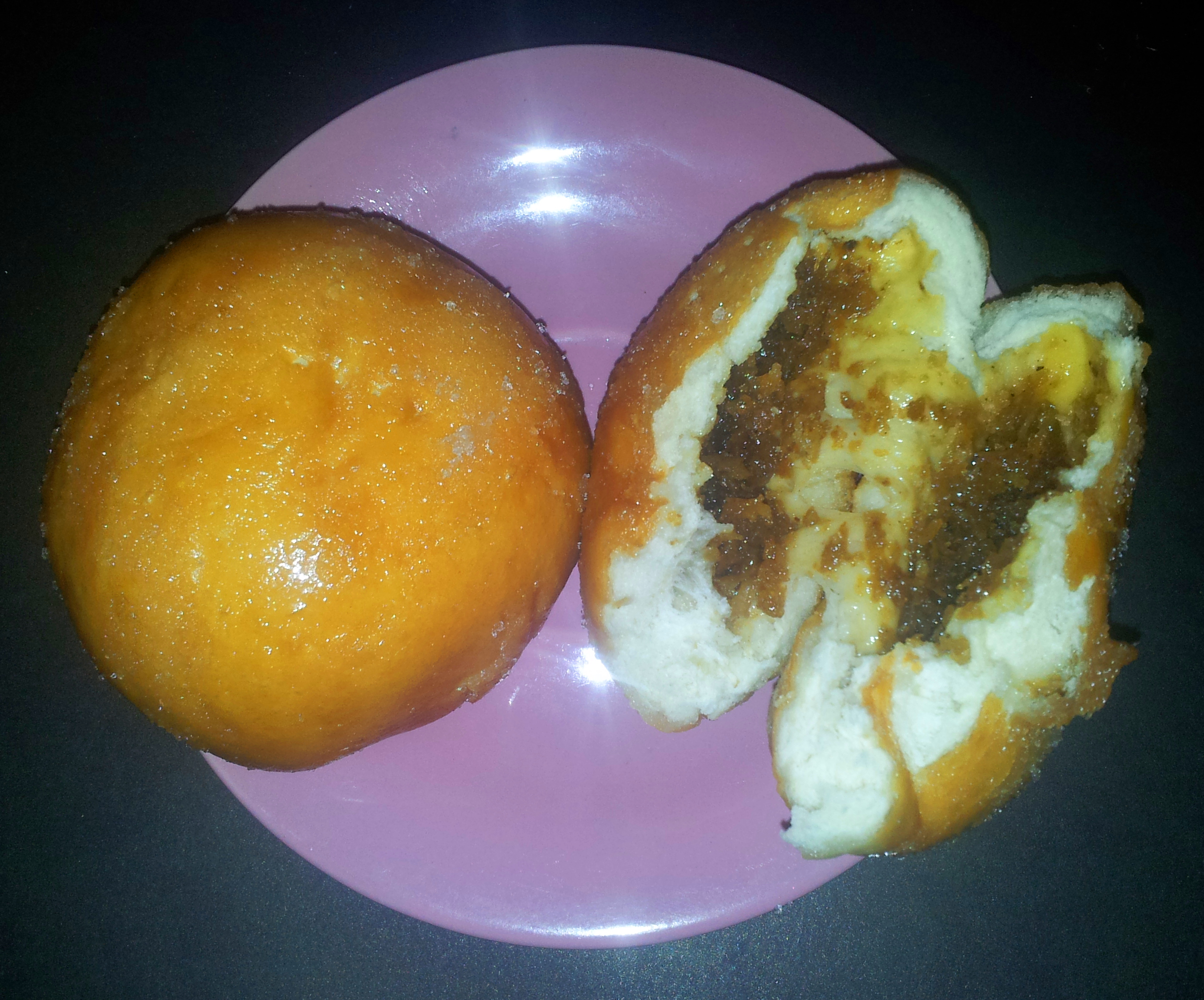
Butsi ou buchi recouverts de sucre et farcis avec du bukayo (lamelles de chair de noix de coco confites dans du sirop de sucre).

Aux Philippines, les jian dui sont appelés butsi (espagnol : buchi). Avec l'implantation de population chinoise aux Philippines depuis plusieurs siècles, l'intégration de mets chinois (particulièrement cantonais et du Fujian) dans la cuisine locale a rendu les buchi très populaires.
Dans une certaine mesure, ils sont déjà considérés comme un symbole de la tradition culinaire sino-philippine. Étant donné sa renommée dans les communautés chinoises et philippines, même les restaurants locaux qui ne sont pas chinois et les chaînes de restauration rapide comme Chowking, ont ajouté ce mets à leur menu. En plus des habituelles farces au lotus et aux haricots rouges, des ingrédients indigènes tels que l'ube ont aussi pu être utilisés.

### Au Vietnam
Au Vietnam, il existe deux mets similaires appelés bánh cam au sud du Vietnam et bánh rán au nord. Ils sont tous deux farcis avec une pâte de haricots mungo sucrée un peu plus sèche. Les bánh rán sont parfumés avec de l'essence de fleur de jasmin (appelé mali en thaï).
Les bánh rán peuvent être sucrés ou salés. Les sucrés sont farcis avec des haricots mungo. Les salés contiennent de la viande hachée, des vermicelles de manioc, des champignons et d'autres ingrédients typiquement vietnamiens. Ils sont généralement servis avec des légumes et une sauce.